# ブレーメンSバーン
ブレーメン＝ニーダーザクセン広域Sバーン（ドイツ語: Regio-S-Bahn Bremen/Niedersachsen）はドイツ国内のSバーン路線システムの一つであり、北のブレーマーハーフェンから南のトヴィストリンゲンおよび西のバート・ツヴィッシェナーン、オルデンブルクまでブレーメン＝オルデンブルク大都市圏を包括している。この路線網は略してブレーメンSバーンともよく呼ばれる。ブレーメンSバーンは公式的に2010年12月から運用されている。Sバーン路線網はブレーメンだけでなくブレーマーハーフェン、デルメンホルスト、トヴィシュトリンゲン、ノルデンハム、オルデンブルク、フェルデンなどの周辺都市の地域輸送を統合している。Sバーンの運用範囲はブレーメン＝ニーダーザクセン運輸連合（Verkehrsverbund Bremen/Niedersachsen, VBN）の内にある。

## 路線
現在、北西鉄道（NordWestBahn）により運営される路線では4系統が含まれている。次の目録のように、その中に2系統は、例えば京浜東北線のような貫通型路線（Durchmesserlinie）で、2系統は、終着駅がブレーメン中央駅である、放射型路線（Radiale Linie）である。
| 系統  | 運行経路 | 運行間隔   | 運行間隔 | 関連鉄道路線                                                           | 備考                     |
| 系統  | 運行経路 | ラッシュ時 | 平時     | 関連鉄道路線                                                           | 備考                     |
| ----- | --- | ---------- | -------- | ---------------------------------------------------------------------- | ------------------------ |
| RS 1  | ブレーメン・ファルゲ - ブルーメンタル - フェーゲザック | 30分       | 30分     | ファルゲ - フェーゲーザック線                                          | 試験運行は2007年に実行   |
| RS 1  | フェーゲザック - ブルク - ブレーメン | 15分       | 30分     | ブルク - フェーゲーザック線、ブレーメン - ブレーマーハーフェン線       |                          |
| RS 1  | ブレーメン - セーバルツブリュック - マーンドルフ - アヒム - ラングヴェーデル - フェルデン                                                                                                   | 30分       | 30分     | ヴンストルフ - ブレーメン線                                            |                          |
| RS 2  | ブレーマーハーフェン・レーエ - ブレーマーハーフェン - オスターホルツ＝シャルロット - リッターフーデ - ブルク - ブレーメン - ヘーメーリンゲン - キルヒヴァイエ - ジーケ - トヴィストリンゲン | 60分       | 60分     | ブレーメン - ブレーマーハーフェン線、ヴァンネ＝アイケル - ハンブルク線 | ラッシュ時に列車併結運行 |
| RS 3  | バート・ツヴィシェナーン - オルデンブルク - ヴュスティング - フーデ - ボークホルツベルク - デルメンホルスト - フッフティング - ハイトクルーク - ノイシュタット - ブレーメン                 | 60分       | 60分     | オルデンブルク - レーア線、ブレーメン - オルデンブルク線               |                          |
| RS 4  | ノルデンハム - クライネンジール - ローデンキルヒェン - ブラーケ - エルスフレート - ベルネ - フーデ - ブレーメン                                                                             | 60分       | 60分     | フーデ - ノルデンハム線、ブレーメン - オルデンブルク線                 |                          |
| RS 6  | ローテンブルク - フェルデン | 60分       | -        | フェルデン - ローテンブルク線                                          |                          |
| RS 30 | バート・ツヴィシェナーン - オルデンブルク - フーデ - ブレーメン | 60分       | -        | オルデンブルク - レーア線、ブレーメン - オルデンブルク線               |                          |

### ブレーメン - フェーゲーザック路線およびブレーメン - ハノーファー路線
RS1路線はヴェーザー川と並行してブレーメン市の全地域と南東方向に連結されたフェルデン郡地区の住宅地を通過するので、Sバーンシステムの中心軸を形成する。2007年12月北西鉄道はファルゲ - フェーゲーザック線の旅客輸送のために、通勤列車路線を既に再開した。
現在RS1系統の列車は、フェーゲーザック駅とブレーメン中央駅区間で平時には30分間隔で、通勤時間帯には15分間隔で運行される。フェーゲーザックとファージ区間およびブレーメン - フェルデン区間の運行間隔は30分である。
プッシュプル列車は、空調設備のない4両または5両の2階建客車と電気機関車の構成で2011年以前に投入された。現在、コラディア・コンチネンタルが3両及び5両編成で運行されて、通勤時間帯の場合二つの電車が併結される。
2011年夏にファルゲ - フェーゲーザック線に電力供給設備が備えられた。同年12月以来新型電車がこの区間で走行されている。2017年12月以来RS1電車の週末深夜運行が実行されている。

### ブレーメン - ブレーマーハーフェン路線およびブレーメン - オスナーブリュック路線
2012年12月にRS2列車の運行が開始されて、既存のR2系統とR5系統が統合されRS2系統となった。基本的の運行間隔は60分である。この路線の開設直後にはさまざまな問題が発生して、車両の容量が不足したり、バリアフリー設備の条件が満足されなかった。

## 歴史

### Sバーンと地下鉄の開通計画
1970年代に、ハンザ同盟自由都市ブレーメンは、最初に通勤列車システムも地下鉄システムも計画した。Sバーンの目的は、都市と周辺の自治体を結ぶことであった。地下鉄の場合、完全に地下トンネルで列車を運行することではなく、都市のさまざまな区域を連結する、独立した路線となる予定であった。地下鉄路線の主要経由地は、デルメンホルスト、フッフティング、ブレーメン空港、市内中心部、ブレーメン大学、ボルクフェルト、リリエンタールとして選定された。S1系統は、シュヴァネヴェーデから市内中心部、セーバルツブリュック、マーンドルフ、アヒムを通り、ヴェルデンで終わることとなった。S2系統はオスターホルツ＝シャルロットとローテンブルクを結び、主要な経由地はリッターフーデ、マルセール、ブルクレーズム、フィンドルフ、ブレーメン大学、オーバーノイラントとして暫定的に決まった。3番目の路線は、デルメンホルスト、フッフティング、ノイシュタット、市内中心部、ヘーメーリンゲン、キルヒヴァイエ、ジーケ、トヴィストリンゲンを経由する予定であった。19か月の計画作業の後にブレーメン州議会の臨時委員会は、歩行者空間、都心の蜜集した停留所、終着駅の駐車施設と連結交通網を「自動車の支配的な街（autogerechte Stadt）」の代案として発表した。しかし財政的および技術的困難と政治的反対のため、この計画は実現されなかった。

### Sバーン路線拡張と新型車両
2022年12月より16両の4編成FLIRT 3XLが投入されて、輸送量が上昇した。同年12月11日オルデンブルク - ヴィルヘルムスハーヴェン線およびフェルデン - ローテンブルク線がRS3系統と新規のRS6系統にそれぞれ追加された。また急行RS30系統がRS3系統とRS4系統の補助路線として新設された。